# 111-та окрема бригада територіальної оборони (Україна)
111-та окрема бригада територіальної оборони (111 ОБрТрО) — військове формування Сил територіальної оборони Збройних сил України. Дислокується у Луганській області. Бригада перебуває у складі Регіонального управління «Схід» Сил ТрО.

## Історія
11—15 червня 2018 року в Старобільську на Луганщині було проведене перше навчання бригади територіальної оборони. Планувалося, що такі навчання в 2018 році проведуть всі бригади територіальної оборони.
15—19 грудня 2018 року в Луганській області пройшли п'ятиденні збори резервістів бригади територіальної оборони. Згідно мобілізаційного розпорядження на навчальні збори залучили 322 військовозобов'язаних, із яких 52 офіцери запасу.
В середині березня 2019 року на Луганщині розпочалися командно-штабні навчання з управлінням 111-ї окремої бригади ТрО та управліннями окремих батальйонів ТрО Луганського обласного військового комісаріату. Тривалість навчань сім діб.
13 травня 2019 року розпочалися семиденні командно-штабні навчання з управліннями бригади та окремих батальйонів територіальної оборони Луганської області.

### Російське вторгнення 2022 року
Після повномасштабного вторгнення росії 2022 року особовий склад бригади брав участь в обороні територій Луганської та Донецької областей. Зокрема, в обороні міст та селищ: Рубіжне, Воєводівка, Привілля, Золоте, Гірське, Новотошківське, Тошківка, Білогорівка, Шипилівка, Врубівка, Верхньокам'янське, Миколаївка, Лиман, Кремінна, Устинівка, Дружба, Володимирівка.
27 серпня 2022 року за заслуги на полі бою, Головнокомандувач ЗС України генерал Валерій Залужний вручив бойовий прапор 111-й окремій бригаді, яка стала одною з перших п'яти бригад територіальної оборони що отримали бойові прапори. Від імені бригади прапор отримав її командир — полковник Вячеслав Суханов.

## Емблема
Центральним елементом емблеми бригади є стилізоване зображення крокуючого золотого коня на зеленому полі. Крокуючий кінь був історичною символікою Старобільської сотні Острогозького козацького полку.

## Структура
- управління 111-ї ОБрТрО (Сєвєродонецьк)
- окремий батальйон територіальної оборони (Лисичанськ)
- 118 окремий батальйон територіальної оборони (Сєвєродонецьк)
- окремий батальйон територіальної оборони (Рубіжне)
- 119 окремий батальйон територіальної оборони (Старобільськ).
- окремий батальйон територіальної оборони (Сватове)
- рота матеріально-технічного забезпечення
- вузол зв'язку
- зенітний взвод

## Командування
- 2018—2020: підполковник Кізіяров Дмитро[9]
- з 2021: полковник Суханов Вячеслав Вікторович[10][7]
- березень—липень 2023: полковник Бондаренко Вадим Олександрович [11]
- на 2024: полковник Мамченко Сергій Григорович[12][13]
- підполковник Токарев Владислав [14][15]

## Втрати
- 28 квітня 2022 - Ігор Писаревич, 50 років. Солдат. Загинув під час обстрілу біля міста Рубіжне на Луганщині, внаслідок осколкового поранення, несумісного життям[16].
- 24 травня 2022 — Арнаутов Антон Артурович, молодший сержант.
- 21 жовтня 2022 — Шуфрич Едуард Золтанович

### 2024
- 20 травня 2024 — Скоринський Руслан, старший сержант. Загинув під час виконання бойового завдання в селі Тарасівка, Покровського району, Донецької області[17].
- 7 червня 2024 - Сніткус Артур Романович, 36 років. Сержант, кулеметник 3-го стрілецького відділення 3-го стрілецького взводу 2-гої стрілецької роти. Загинув  поблизу н.п. Новоолександрівка Покровського району Донецької області внаслідок мінометного обстрілу[18].
- 7 серпня 2024 — Лінчак Адам. 19 років, с. Старява. Загинув у Юр'ївці, що на Донеччині.[19][20]
- 12 вересня 2024 — Челяпін Юрій. 14.07.1968, м. Львів.
- 15 серпня 2024 - Горбенко Сергій Геннадійович, старший лейтенант, командир 2 стрілецької роти. Загинув в районі с. Пантелеймонівка - с. Юр'ївка (Торецька міська територіальна громада Бахмутського району Донецької області).

### 2025
- 19 січня 2025 — Науменко Андрій, солдат. Загинув під час бою в районі населеного пункту Воздвиженка Покровського району Донецької області[21].